# Complexe d'aluminium d'Arvida
Le complexe d'aluminium d'Arvida commence, le 27 juillet 1926 dans la ville industrielle d'Arvida,(actuel : Jonquière, Saguenay), la production d'alumine, d'aluminium et de ses dérivés. En 2007, le complexe est acheté pour environ 40 milliards de dollars par la multinational Rio Tinto Alcan. En 2015, la production d’aluminium primaire était d'environ 173 000 tonnes.  Le Syndicat National des Employés de l'Aluminium d'Arvida Inc. est fondé en 2006.

## Composition
Le complexe comprend :
- Une usine d'alumine (usine Vaudreuil), divisée en trois unités d'exploitation avec :
  - Une usine d'alumine et
  - Une usine de produits chimiques hydrates.
  - Une usine de traitement de la brasque usée
- Une usine d'aluminium (usine Arvida),
- Un centre technologique (AP60),
- Un centre de recherche et de développement.
- Le site comprend aussi d'importantes infrastructures de transport et d'entreposage et environ 1 500 salariés.

## Alimentation électrique
Le complexe est alimenté en énergie par un réseau de six centrales appartenant à Rio Tinto Alcan, les centrales sont situés à Chute-à-la-Savane, Chute-du-Diable, Chute-des-Passes, L'Isle-Maligne et Shipshaw ainsi que Chute-à-Caron.